# Chassezac
Le Chassezac est une rivière française qui coule dans les départements de la Lozère, du Gard et de l'Ardèche. Elle est le principal affluent de l'Ardèche à laquelle elle apporte ses eaux en rive droite, et est donc un sous-affluent du Rhône.

## Géographie

### Source
D'une longueur de 84,6 kilomètres, le Chassezac prend sa source dans le département de la Lozère, environ 20 km à l'est de Mende, sur le flanc ouest du Moure de la Gardille (1 503 m) dans les monts de la Margeride, dans le nord de la commune de Saint-Frézal-d'Albuges.
Sa source se situe tout proche de celle de l'Allier qui alimente le versant Atlantique et dont la source se trouve sur le flanc Est du Moure de la Gardille.

### Parcours

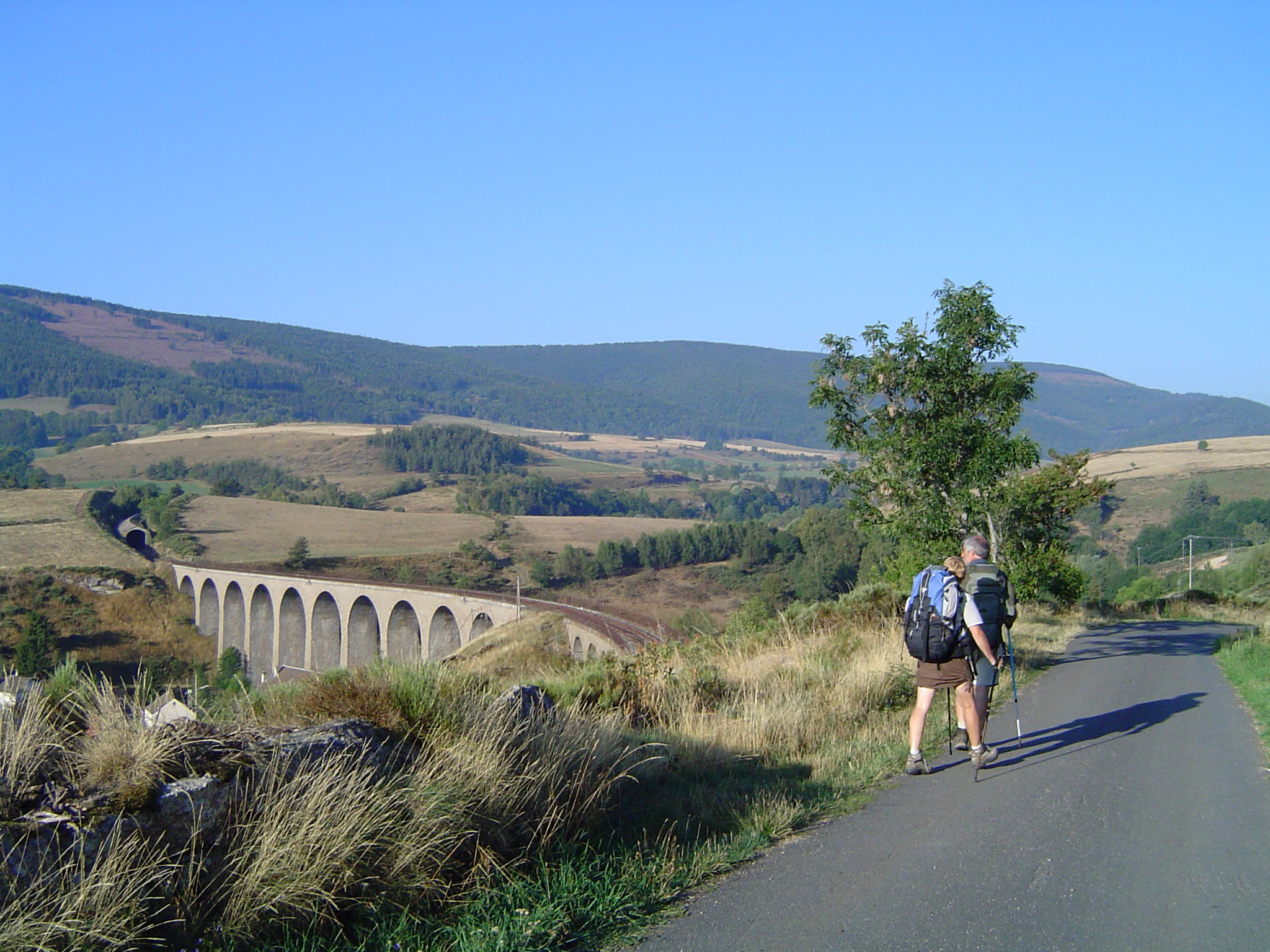
Le viaduc de Mirandol.

À sa naissance, le Chassezac commence par couler généralement vers le sud, sillonnant en une large boucle la commune de Saint-Frézal-d'Albuges. Il sert de limite sud de cette commune avec celle de Belvezet sur environ 2,6 km, prenant là une direction générale vers le sud-est qu'il garde jusqu'à sa confluence. Après ces 2,6 km il retraverse une dernière fois la commune de Saint-Frézal-d'Albuges avant de passer sur celle de Chasseradès qu'il traverse d'ouest en est. Le viaduc ferroviaire de Mirandol se trouve immédiatement en amont de Chasseradès.
Le Chassezac rejoint la limite entre cette commune et celle de Prévenchères, une limite qu'il va marquer sur environ 1,9 km ; après quoi il quitte Saint-Frézal-d'Albuges mais continue de servir de limite de communes, entre Prévenchères au sud et Puylaurent au nord. C'est dans ce tronçon de son parcours qu'il rencontre le barrage hydroélectrique de Puylaurent, environ 860 mètres après la confluence de son affluent en rive droite le ruisseau de Malaval,. Ce barrage est, comme la rivière, partagé entre les deux communes de Prévenchères et de La Bastide-Puylaurent. Son lac de retenue a deux branches : celle du Chassezac provenant du nord-ouest et elle aussi partagée entre les deux communes, et celle du ruisseau de Malaval provenant du sud et entièrement située sur Prévenchères.

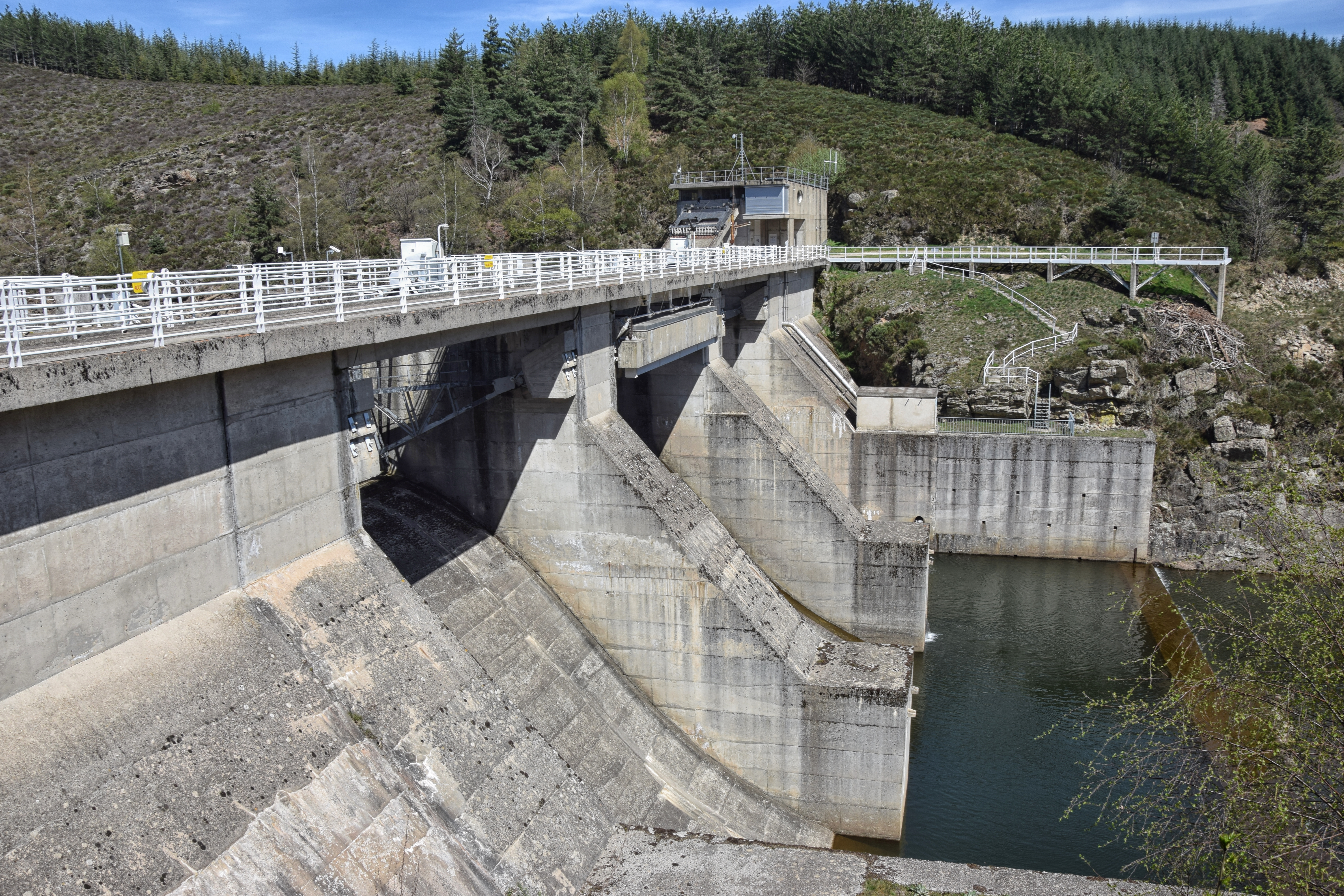
Le barrage du Raschas depuis sa rive droite.

C'est encore Prévenchères que le Chassezac traverse en direction nord-ouest/sud-est, et là aussi que se trouve le deuxième barrage sur son cours : le barrage du Raschas , un peu plus de 4 km en aval du bourg.
À sa sortie de la commune, la rivière passe sur celle de Pied-de-Borne en même temps que débutent les gorges du Chassezac.
Il passe ensuite dans le département de l'Ardèche.
Il se jette dans l'Ardèche en rive droite à deux kilomètres en aval de la ville de Ruoms, sa confluence étant partagée entre les territoires de Saint-Alban-Auriolles et de Sampzon.

### Communes traversées
Le Chassezac traverse vingt-une communes dans l'ordre suivant :
- Lozère : Saint-Frézal-d'Albuges, Belvezet, Chasseradès, Prévenchères, La Bastide-Puylaurent (en limite de communes avec Prévenchères), Pied-de-Borne.
- Gard : Malons-et-Elze (en limite de communes avec Sainte-Marguerite-Lafigère puis avec Malarce-sur-la-Thines).
- Ardèche : Sainte-Marguerite-Lafigère, Malarce-sur-la-Thines, Gravières, Les Salelles, Chambonas, Les Assions, Les Vans, Berrias-et-Casteljau, Chandolas, Beaulieu, Grospierres, Saint-Alban-Auriolles et Sampzon.

## Affluents

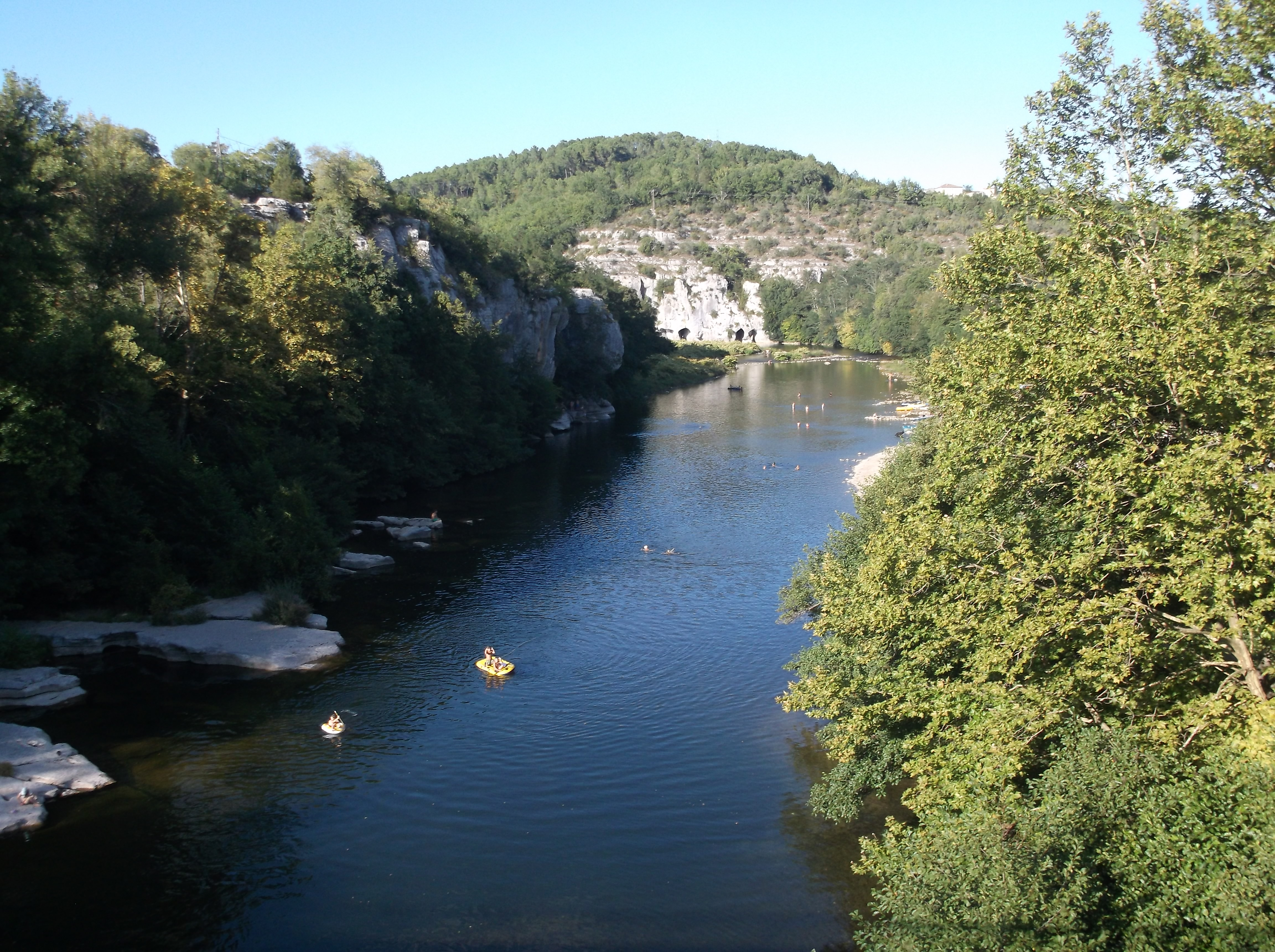
La basse vallée du Chassezac.

Le Chassezac a cinquante affluents référencés dont les plus importants sont :
- L'Altier (rd[note 2]), 39 km sur sept communes avec vingt-trois affluents référencés.
- La Borne (rg), 35,5 km sur huit communes avec vingt huit affluents référencés.
- rivière de Sure (rg), 12,9 km sur trois communes avec dix affluents référencés.
- le Granzon (rd) 14,8 km sur quatre communes avec six affluents référencés.
- la Rivière de Salindres (rg), 22 km sur sept communes avec sept affluents et de rang de Strahler trois[6].

## Hydrologie

### Le Chassezac à Chambonas
Le module du Chassezac a été observé et calculé pendant 37 ans à Chambonas (1971-2007). Il se monte à 15,3 m3/s pour une surface de bassin de 507 km2 soit un peu moins de 90 % du total du bassin versant.
Le Chassezac est sujet à de fortes irrégularités. La rivière présente des fluctuations saisonnières de débit typiques du régime pluvio-nival cévenol, avec des hautes eaux d'automne-hiver, prolongées au printemps par la fonte des neiges et les pluies, portant le débit mensuel moyen au niveau de 15 à 26 m3/s d'octobre à mai inclus (avec un double maximum, le premier en octobre-janvier, suivi d'une baisse légère, et le second en avril). Au mois de juin, le débit baisse fortement, ce qui mène rapidement à une courte période d'étiage en juillet-août, entraînant une baisse du débit moyen mensuel jusqu'à 2,35 m3/s en août. À partir de septembre, la reprise est très rapide.

### Étiage ou basses eaux
Le VCN3 peut chuter jusque 0,82 m3/s, en cas de période quinquennale sèche.

### Crues
Les crues peuvent être extrêmement importantes et particulièrement dévastatrices,,. En effet, le QIX 2 et le QIX 5 valent respectivement 530 et 880 m3/s. Le QIX 10 se monte à 1 100 m3/s, ce qui correspond au débit moyen du Rhône à l'aval de Lyon. Quant aux QIX 20 et QIX 50, ils se montent à 1 300 m3/s et 1 600 m3/s.
Le débit instantané maximal enregistré à Chambonas pendant cette période de 37 ans a été de 1 800 m3/s le 1er novembre 1976, tandis que le débit quotidien maximal était de 878 m3/s le 10 novembre de la même année. Cette crue de 1 800 m3/s était plus élevée que la crue cinquantennale définie par le QIX 50, et donc probablement centennale, et dans tous les cas fort exceptionnelle.

### Lame d'eau et débit spécifique
À l'instar des rivières voisines Ardèche et Beaume, le Chassezac est un cours d'eau très abondant. La lame d'eau écoulée dans le bassin versant de la rivière est de 1 024 mm annuellement, ce qui est très élevé, plus de trois fois supérieur à la moyenne française, tous bassins confondus (320 mm), et résulte des précipitations abondantes dans la région des Cévennes. Le débit spécifique (ou Qsp) atteint 32,3 litres par seconde et par kilomètre carré de bassin.

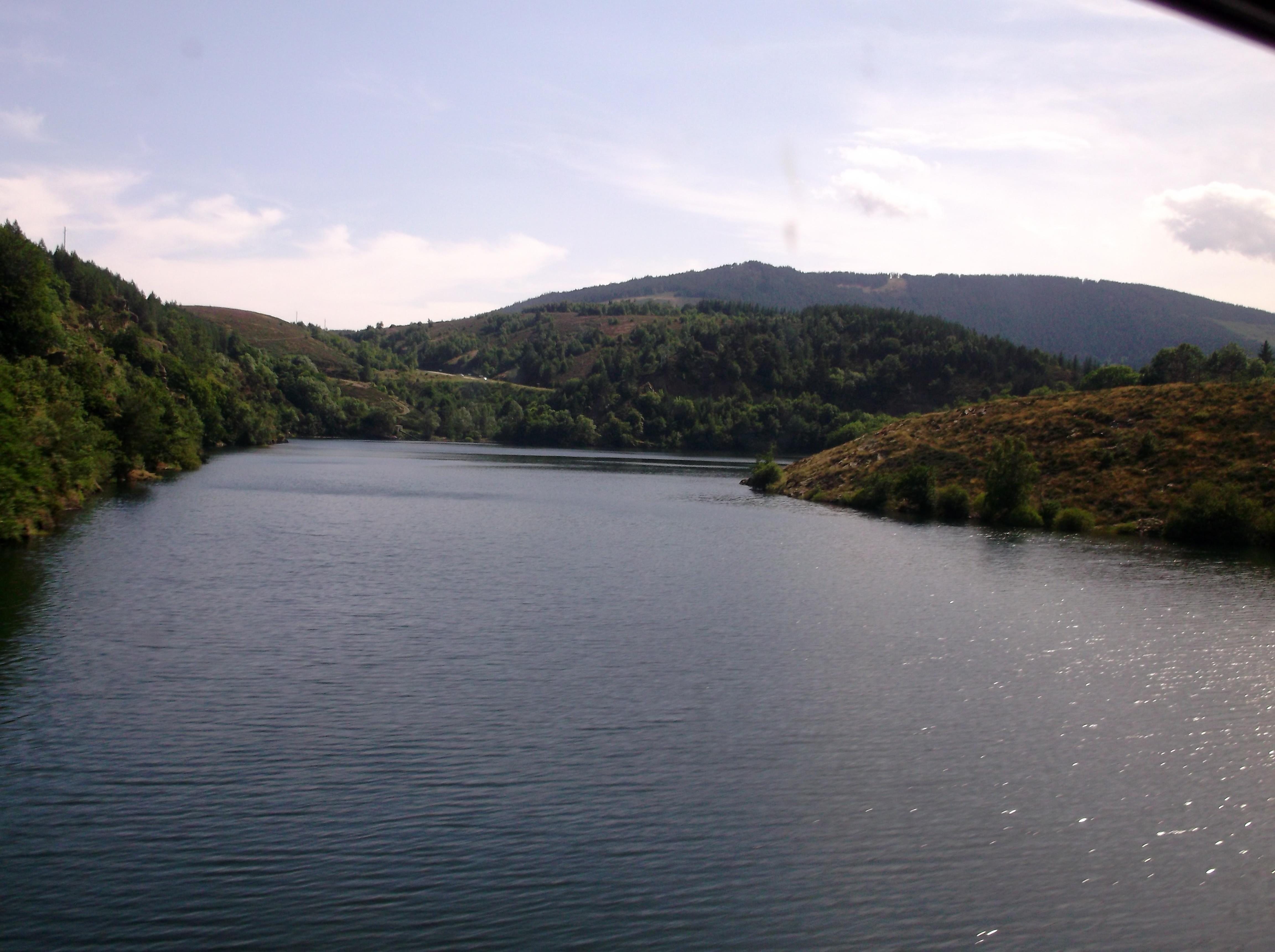
Le Chassezac à Prévenchères (48).

## Protections environnementales
Le Chassezac fait l'objet d'un ensemble de mesures de protection environnementales.
La source du Chassezac est comprise dans la zone naturelle d'intérêt écologique, faunistique et floristique (ZNIEFF) continentale de type 2 de la « Forêt de Mercoire », soit 11 190 hectares sur sept communes dont la partie nord de la commune de Saint-Frézal-d'Albuges.
La ZNIEFF continentale de type 2 des « Gorges du Chassezac, de la Borne et de l'Altier » concerne les premières gorges rencontrées par le cours du Chassezac, qui sont situées immédiatement en amont de Sainte-Marguerite-Lafigère et forment la limite de communes entre Prévenchères et Pied-de-Borne, en Lozère ; et non les gorges du Chassezac en aval des Vans dans le département de l'Ardèche. Elle couvre 5 808,5 hectares sur sept communes et vise un habitat de "terrains en friche et terrains vagues".
La zone naturelle d'intérêt écologique, faunistique et floristique (ZNIEFF) continentale de type 1 de la « Vallée du Chassezac » commence 1,2 km en aval du barrage de Malarce et s'arrête au pont du Nassier en aval des Salelles. Elle couvre donc environ 7,8 km du cours du Chassezac, et concerne 593,12 hectares sur les quatre communes de Chambonas, Gravières, Malarce-sur-la-Thines et Les Salelles. Elle vise en priorité la loutre (Lutra lutra) - le barrage de Malarce, mis en eau en 1968, est muni d'une passe à loutre et à castor.
La ZNIEFF continentale de type 1 de la « Basse Vallée du Chassezac » s'étire en un mince ruban le long du lit de la rivière. Elle commence à l'est du hameau de Chassagne sur la commune des Vans, au début des gorges ardéchoises du Chassezac, et continue jusqu'à la confluence avec l'Ardèche. Elle couvre 17,5 km du cours du Chassezac avec 357,28 hectares répartis huit communes.
La zone spéciale de conservation (ZSC) du « Bois de Païolive et Basse Vallée du Chassezac », un  site d'intérêt communautaire (SIC) selon la directive Habitat de 6 217 hectares, s'étend sur douze communes d'Ardèche. Pour ce qui concerne directement le Chassezac, elle commence elle aussi au début des gorges ardéchoises et continue jusqu'à la confluence avec l'Ardèche. Elle couvre en sus tout le cours du Granzon, affluent en rive droite du Chassezac et qui conflue sur la commune de Berrias-et-Casteljau 170 m avant que le Chassezac ne quitte la commune. Ce point du Chassezac correspond également à peu près à la limite Est du bois de Païolive. Cette ZNIEFF abrite 25 espèces animales inscrites sur l'annexe II de la directive Habitat.
Une grande partie du cours du Chassezac traverse l'« aire d'adhésion du Parc national des Cévennes » ; il y pénètre à son entrée sur la commune de Prévenchères environ 5 km en amont du barrage de Puylaurent, et en sort à la confluence en rive gauche de son affluent le ruisseau de l'Escourt, où le Chassezac passe de la commune de Malarce-sur-la-Thines à celle des Salelles. L'aire d'adhésion du parc national des Cévennes couvre également les gorges du Chassezac incluses dans la basse vallée du Chassezac en aval des Vans.
Le Chassezac sert de limite sud-ouest du parc naturel régional (PNR) des « Monts d'Ardèche » depuis Sainte-Marguerite-Lafigère jusqu'à ce qu'il atteigne la commune de Gravières vers le hameau de Beaujeau. Là il pénètre dans le parc en même temps qu'il sert de limite de communes entre Gravières au sud et Malarce-sur-la-Thines au nord. Il y reste jusqu'à sa sortie de la commune des Salelles au hameau de Montachard, puis le quitte le temps de traverser la commune de Chambonas (qui est entièrement exclue du parc des Monts d'Ardèche). Le Chassezac se retrouve de nouveau en limite de parc en arrivant sur la commune des Assions et le quitte définitivement lorsqu'il croise la D104A Chambonas-Lablachère.

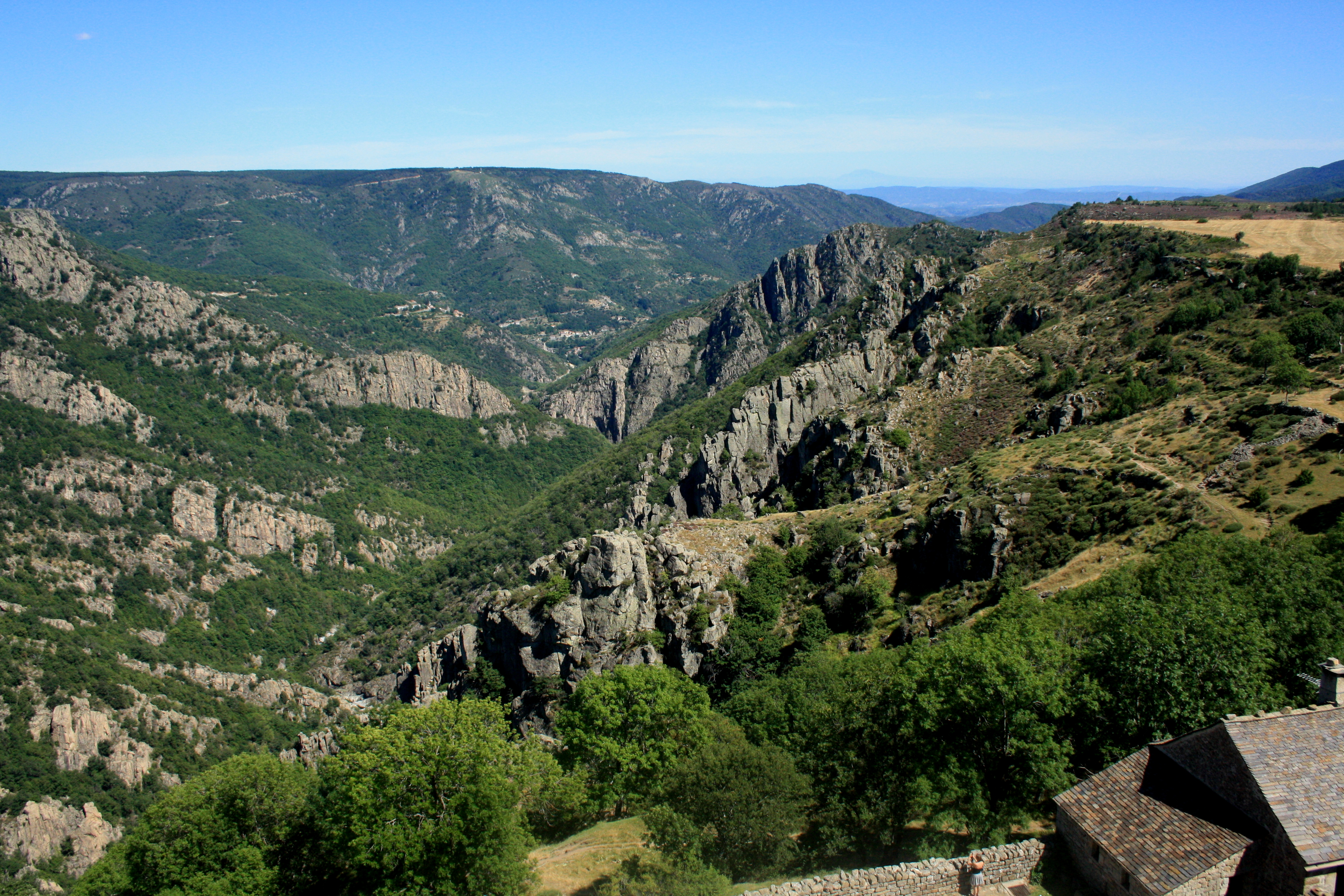
Le canyon L'antre du diable vu de La Garde-Guérin.
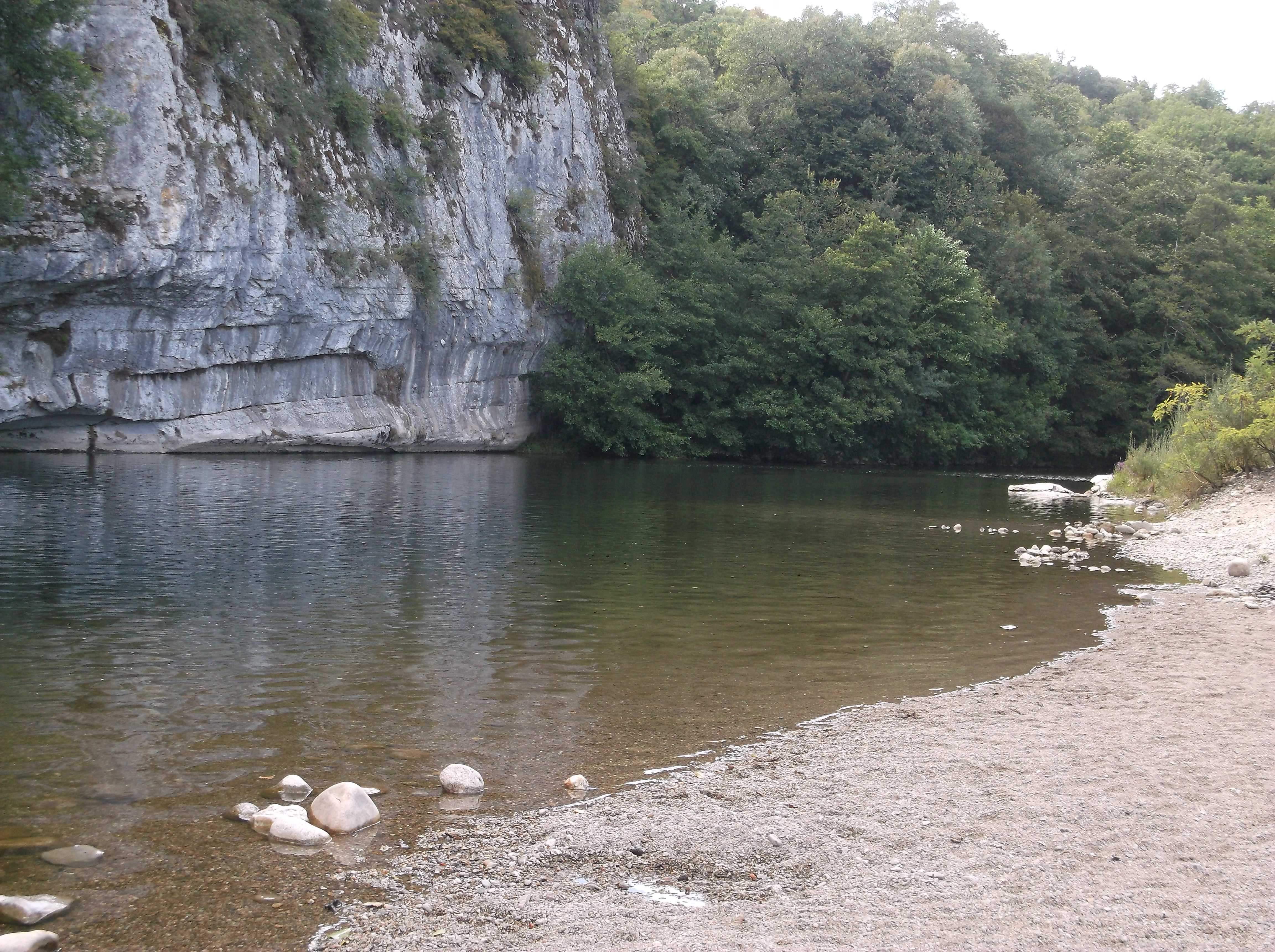
Le Chassezac à Berrias.

## Curiosités
Le Chassezac, qui fait partie du bassin méditerranéen, prend source près de la ligne de partage des eaux des Cévennes. Sa source se trouve proche à vol d'oiseau de celles de grandes rivières françaises qui alimentent le versant atlantique :
- À seulement 1,1 km de la source de l'Allier (affluent de la Loire qui pousse la particularité à couler dans une direction à peu près parallèle à celle du Chassezac de Saint-Frézal-d'Albuges à La Bastide-Puylaurent)
- À 8,5 km de la source du Lot (affluent de la Garonne)
- À 19,8 km de la source du Tarn (affluent de la Garonne)

L'antre du Diable, ou Perle des Cévennes considéré comme richesse de l'Occitanie et des Cévennes, est un canyon de granit long de 7 km et profond d'environ 400 m, situé dans les gorges du Chassezac au niveau de Pied de Borne. Très difficile d'accès, il est cependant visible depuis le belvédère de la Garde Guérin.